# Округ Вилсон (Тенеси)
Округ Вилсон (енгл. Wilson County) је округ у америчкој савезној држави Тенеси.

## Демографија
По попису из 2010. године број становника је 113.993, што је 25.184 (28,4%) становника више него 2000. године.
| Група             | 2000.          | 2010.          |
| Белци             | 80.638 (90,8%) | 99.717 (87,5%) |
| Афроамериканци    | 5.563 (6,3%)   | 7.297 (6,4%)   |
| Азијати           | 426 (0,5%)     | 1.276 (1,1%)   |
| Хиспаноамериканци | 1.127 (1,3%)   | 3.691 (3,2%)   |
| Укупно            | 88.809         | 113.993        |